# Judith et Holopherne (film, 1959)
Pour les articles homonymes, voir Judith et Holopherne.
Pour plus de détails, voir Fiche technique et Distribution.
Judith et Holopherne (Giuditta e Oloferne) est un film biblique italien réalisé par Fernando Cerchio en 1959.

## Fiche technique
- Musique : Carlo Savina

## Distribution
- Gabriele Antonini
- Alberto Archetti
- Franco Balducci
- Renato Baldini
- Lucia Banti
- Leonardo Botta
- Luciano Ciccarone
- Milion Chery
- Isabelle Corey
- Enzo Doria
- Enzo Fiermonte
- Fedele Gentile (it)
- Massimo Girotti
- Camillo Pilotto
- Daniela Rocca
- Gianni Rizzo
- Yvette Masson
- Diego Pozzetto (it)
- Luigi Tosi
- Ricardo Valle